# Ekbert von Bentheim
Ekbert von Bentheim (* im 13. Jahrhundert; † 7. Juni 1335) war Vizedominus und Domherr in Münster.

## Leben

### Herkunft und Familie
Ekbert von Bentheim entstammte als Sohn des Grafen Egbert von Bentheim und dessen Gemahlin Hadewigis von Oldenburg, Tochter des Grafen Johann von Oldenburg, dem Geschlecht der Gerulfinger, der ersten Grafenfamilie in (West-)Friesland und Holland.
Seine Geschwister waren
- Johann II., im Jahre 1305 als Nachfolger seines Vaters Regent in Bentheim
- Otto, von 1297 bis 1313 Domherr in Münster
- Heinrich, Pfarrer zu Bakel
- Christian, Domherr in Bremen
- Hedwig, Priorin im Stift Vreden
- Lisa, Äbtissin von Freckenhorst (1324–1328)
- Oda, Äbtissin im Stift Metelen
- Balduin, Domherr zu Osnabrück
- Jutta, Nonne im Stift Vreden
- Odilia, ⚭ Arnold III. Graf von Almelo

### Wirken
Im Frühjahr 1306 bildete Ekbert mit einem Teil des Domkapitels, darunter der Domdechant Lutbert von Langen und der Domküster Wikbold von Lohn, ein Bündnis gegen Bischof Otto, welches in einem Prozess endete und zur Absetzung des Bischofs durch den Kölner Erzbischof Heinrich führte. Er bekleidete das Amt des Vizedominus, das die Vertretung des Landesherrn beinhaltete, bis zum Jahre 1333. Im Jahr darauf wurde er Domvikar und blieb bis zu seinem Tode in diesem Amt. Ekbert war auch im Besitz der Archidiakonate Darup, Rorup und Stromberg.